# Reaktanca
Reaktánca (oznaka X) je elektrotehniška in fizikalna količina, definirana kot imaginarni del impedance pri analizi električni vezij, po katerih teče izmenični tok. Reaktanca je posledica induktivnih ali kapacitivnih porabnikov v vezju. Mednarodni sistem enot predpisuje za reaktanco sestavljeno enoto ohm.
Razlikujemo lahko tri primere:
- X > 0 – reaktanca je induktivna
- X = 0 – reaktance ni, električno vezje je sestavljeno izključno iz ohmskih uporov
- X < 0 – reaktanca je kapacitivna

Zvezo med impedanco Z, električno upornostjo R in reaktanco X lahko v splošnem zapišemo v obliki (v elektrotehniki se za imaginarno enoto navadno uporablja oznaka j namesto i):
{\displaystyle Z=R+iX}
Pri tem je realni del R električna upornost, imaginarni del X pa reaktanca. Reaktanci kondenzatorja s kapacitivnostjo C pravimo konduktanca in je enaka 1/iωC; reaktanci tuljave z induktivnostjo L pravimo induktanca in je enaka iωL.